# Aenai Nagai Nichiyōbi
Singles de Miki Fujimoto
Sotto Kuchizukete Gyutto Dakishimete
(2002)
Aenai Nagai Nichiyōbi (会えない長い日曜日) est le 1er single de Miki Fujimoto. Il sort le 12 mars 2002 au Japon sous le label hachama, écrit et produit par Tsunku. 

## Accueil commercial
Il atteint la 13e place du classement de l'Oricon. Il se vend à 25 610 exemplaires la première semaine et reste classé pendant cinq semaines, pour un total de 43 670 exemplaires vendus durant cette période. Les deux chansons du single figureront sur l'album Miki 1 qui sortira un an plus tard.

## Liste des titres
Toutes les chansons sont écrites et composées par Tsunku.
| CD    | CD                                          | CD                       | CD    | CD | CD | CD | CD | CD | CD |
| No    | Titre                                       | Arrangements             | Durée |    |    |    |    |    |    |
| ----- | ------------------------------------------- | ------------------------ | ----- | -- | -- | -- | -- | -- | -- |
| 1.    | Aenai Nagai Nichiyoubi (会えない長い日曜日) | Hideyuki "Daichi" Suzuki | 3:51  |    |    |    |    |    |    |
| 2.    | Let's Do Daihyakken! (Let's Do 大発見!)     | Shunsuke Suzuki          | 3:39  |    |    |    |    |    |    |
| 3.    | Aenai Nagai Nichiyōbi (Instrumental)        | Hideyuki "Daichi" Suzuki | 3:50  |    |    |    |    |    |    |
| 11:21 |                                             |                          |       |    |    |    |    |    |    |